# Legio I Flavia Pacis
Die Legio I Flavia Pacis („erste flavische Friedenslegion“) war eine spätantike Legion der römischen Armee.

## Geschichte der Legion

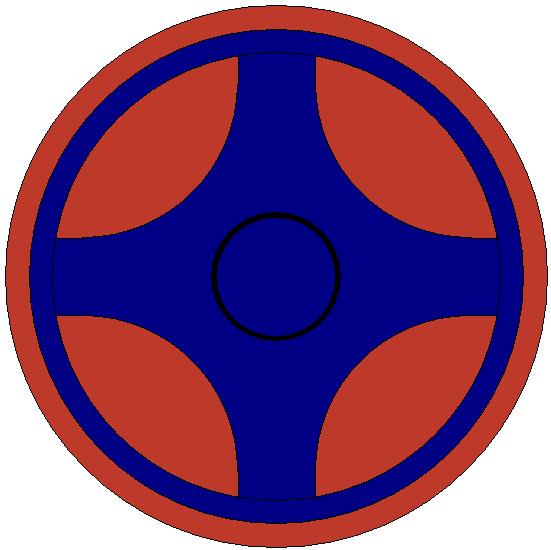
Schildbemalung der Prima Flavia Pacis, im frühen 5. Jahrhundert.

Die Schwesterlegionen Legio I Flavia Pacis, Legio II Flavia Virtutis und Legio III Flavia Salutis wurden vermutlich von Constantius I. (293–305) nach dem Sieg über die Usurpatoren Carausius und Allectus aufgestellt, um als Limitanei unter dem Oberbefehl des Dux tractus Armoricani et Nervicani die gallische Atlantikküste gegen Piraten zu sichern. Nach anderer Meinung wurde die Legion von Konstantin dem Großen nach 312 durch Umbenennung einer tetrarchischen Legion gebildet. Auch eine noch spätere Aufstellung unter Constantius II. (337–361) wurde erwogen.
Konstantin der Große (306–337) löste aus den Legionen Vexillationen heraus, die er als Comitatenses in das Feldheer eingliederte. Möglicherweise erhielten die Legionen erst zu dieser Zeit die Beinamen Pacis, Virtutis und Salutis.
Flavius Theodosius, der Vater von Theodosius I. (379–395), verlegte die Legionen 373 nach Nordafrika, um den Usurpator Firmus zu entmachten. Der Konflikt spielte sich vor allem in den Regionen von Mauretania Caesariensis und Mauretania Sitifensis ab. Die Legionen I Flavia und II Flavia wurden für „Aufräumarbeiten“ zeitweilig im zerstörten Caesarea stationiert.
Wahrscheinlich um 389 wurde eine Teileinheit nach Britannien verlegt. Unter dem Oberbefehl des Dux Britanniarum wurde der Praefectus numeri Pacensium in Magis (?) stationiert. Um 407 wurde eine Vexillation dieser Einheit auf das Festland verlegt und um 413 als  Pacenses in Saletio (Seltz im Elsass) stationiert. Sie wurden von einem Praefectus militum unter dem Oberbefehl des Dux Mogontiacensis kommandiert.
Im frühen 5. Jahrhundert wird die Prima Flavia Pacis in der Notitia Dignitatum als Comitatenses unter dem Oberbefehl des magister peditum genannt. Als Primani unterstanden sie dem Comes Africae.